# Miltochrista figuratus
Miltochrista figuratus là một loài bướm đêm thuộc phân họ Arctiinae, họ Erebidae.